# Opuntia rufida
Opuntia rufida är en kaktusväxtart som beskrevs av Georg George Engelmann. Opuntia rufida ingår i släktet fikonkaktusar, och familjen kaktusväxter. Inga underarter finns listade i Catalogue of Life.

## Bildgalleri

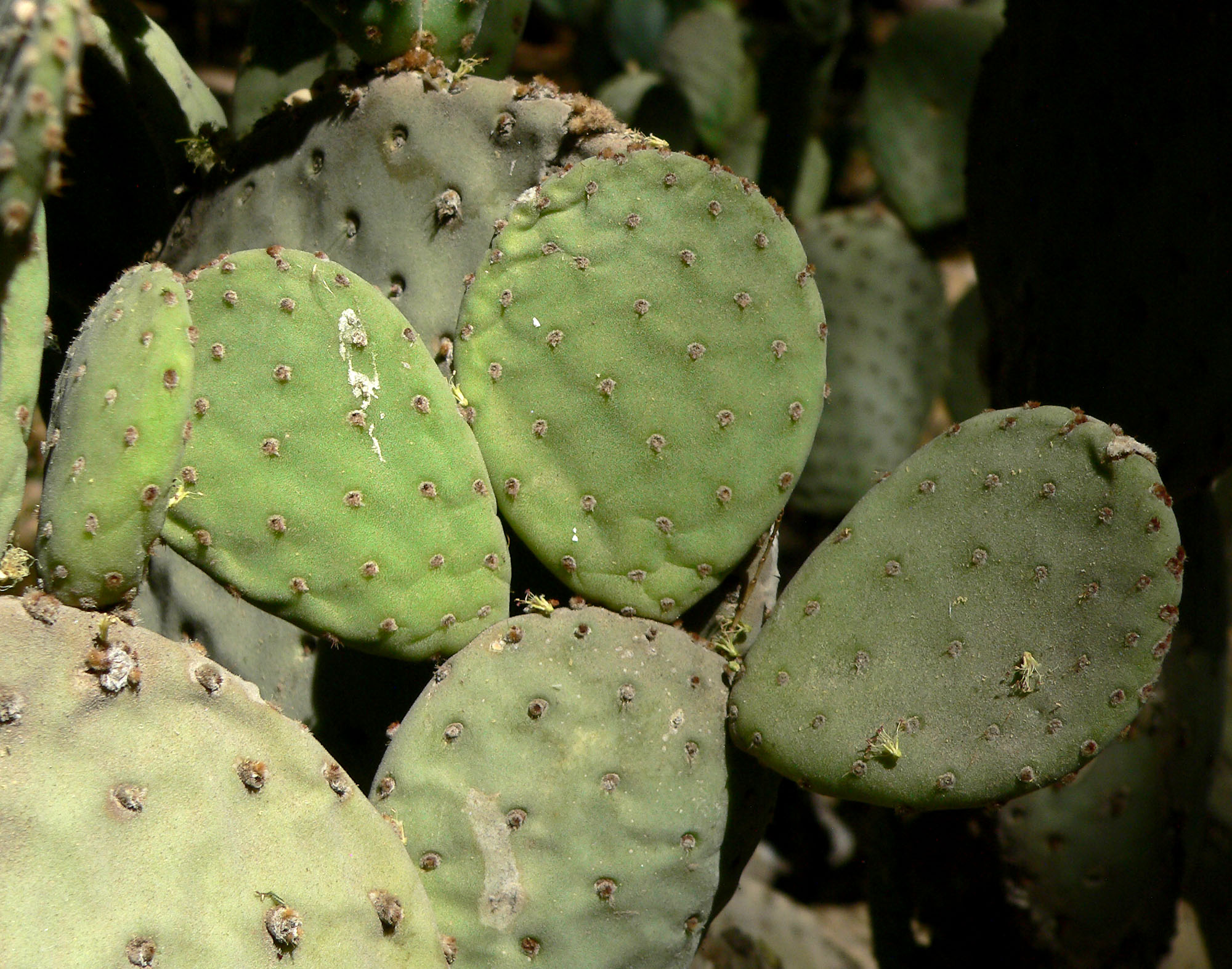
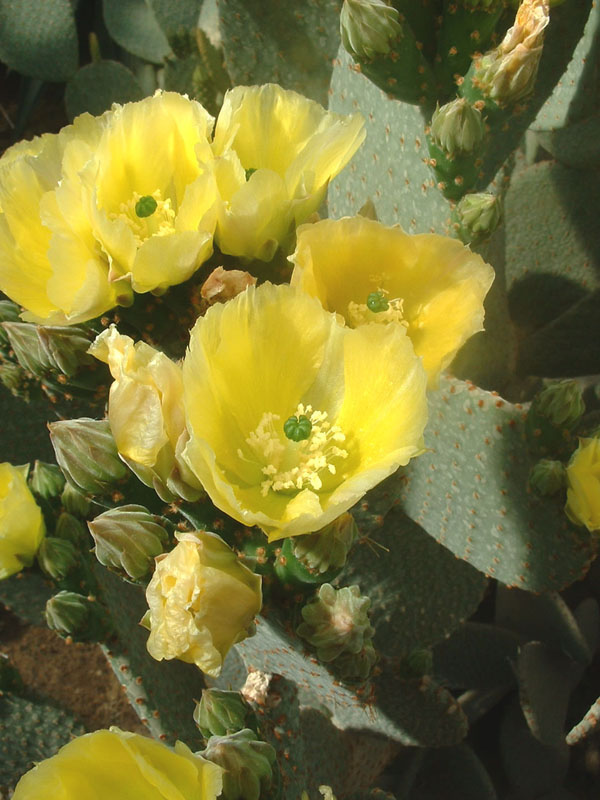
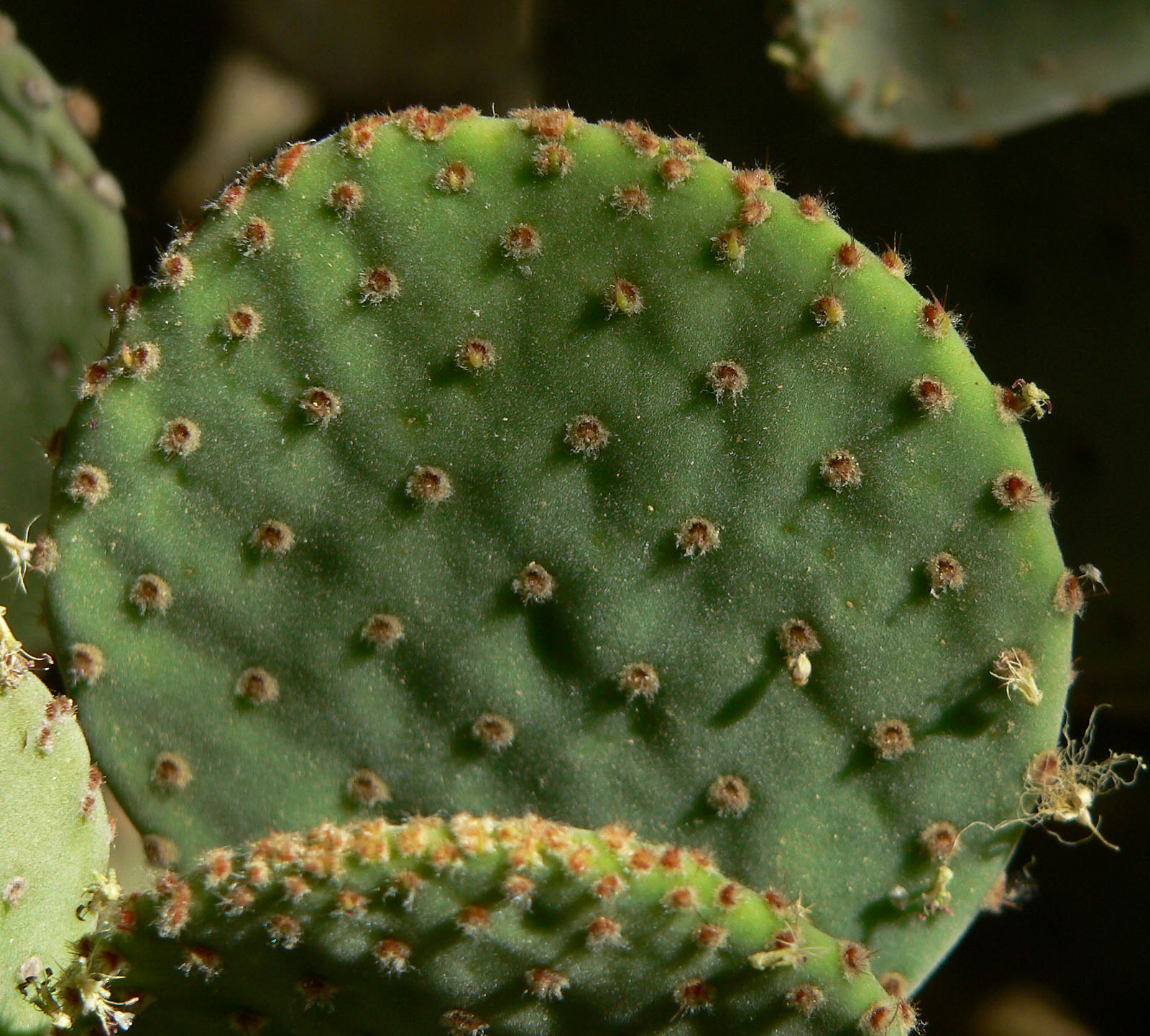
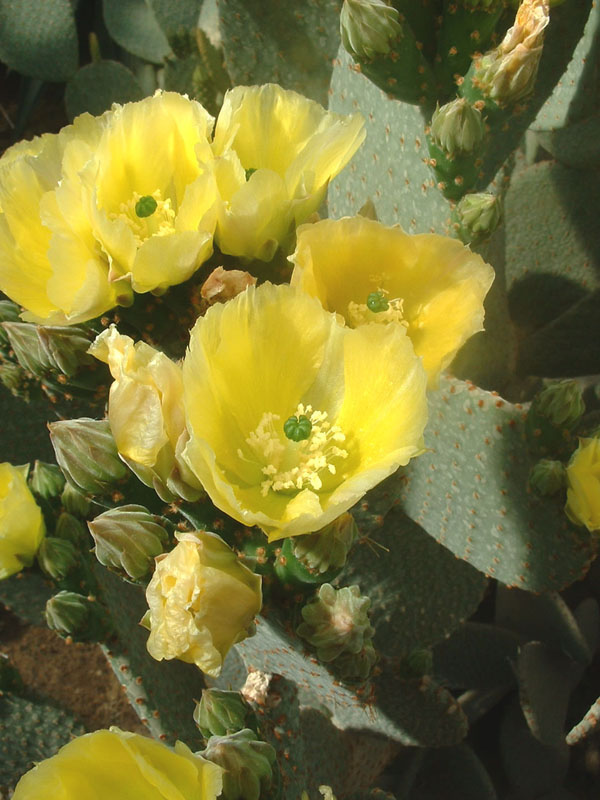